# سیلوانو داوربا
سیلوانو داوربا (به ایتالیایی: Silvano d'Orba) یک کومونه در ایتالیا است که در استان آلساندریا واقع شده‌است. سیلوانو داوربا ۱۲٫۱ کیلومتر مربع مساحت و ۱٬۸۵۶ نفر جمعیت دارد و ۱۷۵ متر بالاتر از سطح دریا واقع شده‌است.